# Wilhelm-Lehmbruck-Stipendium
Die Stadt Duisburg hat 1976 das nach dem in Duisburg-Meiderich 1881 geborenen Bildhauer Wilhelm Lehmbruck benannte Wilhelm-Lehmbruck-Stipendium gestiftet. Dieses Stipendium wird alle zwei Jahre an drei Bildende Künstler vergeben, die ein Atelier für die Dauer von zwei Jahren im Dreigiebelhaus bekommen und einen monatlichen Geldbetrag erhalten. Das Stipendium wird mit einer Ausstellung der in Duisburg erarbeiteten Werke der Stipendiaten im Lehmbruck-Museum abgeschlossen, den ein Katalog dokumentiert.

## Bisherige Stipendiaten
- 1977/1978: Ruud Dijkers, Klaus Kiel, Dirk Gottfried und Gabriella Fekete
- 1979/1981: Adam Myjak, Manfred Leopold, Manfred Vogel und Walter Mertel
- 1982/1983: Klaus Osterwald, Jan Mladejovsky, Charles Hewlings und Michael Kortländer
- 1984/1985: Raimund van Well, Eberhard Bosslet und Anton Himstedt
- 1986/1988: Valeria Sass, Heike Pallanca und Jochen Fischer
- 1989/1990: Giampietro Calesso, Wolfgang Robbe und Robert Schad
- 1991/1993: Ulrike Kessl, Susanne Windelen und Jan Ambruz
- 1994/1995: Eva Broski, Andreas M. Kaufmann und Peter Wüthrich
- 1996/1998: Anette Lauer, Anette Wesseling und Gil Shachar
- 1999/2000: Peter Güllenstern, Christel Blömeke und Servet Kocyigit
- 2002/2003: Eva-Maria Bogaert, Mark Formanek, Ruth van Haren, Noman und Johanna Schwarz
- 2005/2006: Yukako Ando, Ulrich Genth, Martin Pfeifle und Christina Griebel
- 2007/2008: Luka Fineisen, Jáchym Fleig, Dragan Lovrinovic
- 2009/2010: Erika Hock, Gereon Krebber und Leunora Salihu